# Fort Lauderdale-Hollywood International Airport
Fort Lauderdale-Hollywood International Airport, IATA: FLL, ICAO: KFLL er en civil lufthavn i Dania Beach, fem kilometer fra det centrale område af Fort Lauderdale i Broward County i staten Florida i USA. Lufthavnen ligger 34 km nord for storbyen Miami.
Lufthavnen, der rangerer som den 21. største i USA med mere end 23 millioner passagerer om året, blev åbnet som en militær lufthavn i 1929 og blev civil lufthavn i 1956. Det har både indenlandsk amerikansk og international trafik til Syd-og Mellemamerika, Caribien og Canada.

## Terminaler
Afgang delen af lufthavnen er opdelt i fire terminaler:
- Terminal 1 - Ny Terminal har to lobbyer (B & C) og 18 udgange (gates) og blev åbnet i 2002.
- Terminal 2 - Delta Terminal har en vestibule D og 9 udgange og er primært anvendes af luftfartsselskaber Delta Air Lines og Air Canada.
- Terminal 3 - main terminal har to lobbyer (E & F) og 20 udgange
- Terminal 4 - international terminal med forhallen H og 10 udgange. Transit og afgange til destinationer udenfor USA ofte sker oftest her.

## Flyselskaber og destinationer
| Flyselskaber                                          | Destinationer | Terminal |
| ----------------------------------------------------- | --- | -------- |
| Air Canada                                            | Montréal Trudeau, Toronto Pearson Sæson: Ottawa | 2-D      |
| Air Sunshine                                          | Guantanamo Bay, San Salvador | 4-J      |
| Air Transat                                           | Sæson: Halifax, Montréal Trudeau, Quebec City, Toronto Pearson | 4-H      |
| AirTran Airways                                       | Atlanta, Baltimore, Chicago Midway, Pittsburgh Sæson: Buffalo, Columbus (OH), Indianapolis, Milwaukee, Philadelphia, Raleigh/Durham | 1-C      |
| Alaska Airlines                                       | Seattle/Tacoma | 1-B      |
| Allegiant Air                                         | Asheville, Bangor, Greensboro (fra 6.6. 2013),[15] Greenville (SC), Huntington (WV), Knoxville, Lexington, Niagara Falls, Plattsburgh (NY) Sæson: Grand Rapids | 1-B      |
| American Airlines                                     | Chicago O'Hare, Dallas/Fort Worth, Los Angeles, Port-au-Prince Sæson: New York JFK | 3-E      |
| Avianca                                               | Bogotá | 4-H      |
| Bahamasair                                            | Freeport, Nassau | 3-E      |
| CanJet                                                | Sæson: Halifax, Montréal Trudeau, Quebec City, Toronto Pearson | 3-E      |
| Caribbean Airlines                                    | Kingston, Montego Bay, Port of Spain | 4-H      |
| Condor                                                | Sæson:: Frankfurt | 2-D      |
| Delta Air Lines                                       | Atlanta, Cincinnati, Detroit, Memphis, Minneapolis/St. Paul, New York JFK, New York LaGuardia | 2-D      |
| Delta Connection opereret af ExpressJet               | Tallahassee | 2-D      |
| Frontier Airlines                                     | Denver, Princeton/Trenton (NJ) | 1-B      |
| JetBlue Airways                                       | Austin, Bogotá, Boston, Cancún, Hartford/Springfield, Kingston, Los Angeles, Medellín-Cordova (fra 13.6. 2013), Nassau, New York JFK, New York LaGuardia, Newark, Newburgh, Providence, Raleigh/Durham, Richmond, San Francisco, San Jose (CR) (begins June 27, 2013),[17] San Juan, Santo Domingo, Washington-National, White Plains, Worcester (fra 7.11. 2013) Charter: Havana Sæson: Buffalo | 3-F      |
| Norwegian Air Shuttle opereres af Norwegian Long Haul | Barcelona, København-Kastrup, London-Gatwick, Madrid (fra 31. oktober 2018), Oslo-Gardermoen, Paris-Charles de Gaulle, Stockholm-Arlanda | 4-H      |
| SkyBahamas Airlines                                   | Nassau, Marsh Harbour, Freeport | 4-J      |
| Southwest Airlines                                    | Austin, Baltimore, Buffalo, Chicago Midway, Denver, Hartford/Springfield, Houston Hobby, Jacksonville, Las Vegas, Long Island/Islip, Nashville, New Orleans, Providence, San Juan (fra 29.11. 2013), St. Louis, Tampa Sæson: Albany, Kansas City, Manchester (NH), Milwaukee, Philadelphia, Phoenix | 1-B      |
| Spirit Airlines                                       | Aguadilla, Armenia (Colombia), Aruba, Atlanta, Atlantic City, Baltimore, Bogotá, Boston, Cancún, Cartagena, Chicago O'Hare, Dallas/Fort Worth, Denver, Detroit, Guatemala City, Latrobe (PA), Lima, Los Angeles, Managua, Medellin, Montego Bay, Myrtle Beach, Nassau, New York LaGuardia, Niagara Falls, Orlando, Panama City, Plattsburgh (NY), Port-au-Prince, St. Maarten, St. Thomas, San José de Costa Rica, San Juan, San Pedro Sula, San Salvador (Bahamas), San Salvador, Santiago de los Caballeros, Santo Domingo, Tampa, Toluca/Mexico City Sæson: Kingston, Las Vegas, Minneapolis–St. Paul, Punta Cana | 4-H      |
| Sunwing Airlines                                      | Sæson:: Montréal Trudeau, Quebec City, Toronto Pearson | 3-E      |
| Tiara Air                                             | Aruba Aruba | 3-E      |
| United Airlines                                       | Chicago O'Hare, Cleveland, Houston Intercontinental, Newark, San Francisco, Washington-Dulles Sæson: Denver | 1-C      |
| United Express operered af Silver Airways             | Andros Town, Freeport, Gainesville, Governor's Harbour, Great Exuma Island, Key West, Marsh Harbour, Nassau, New Bight, North Eleuthera, Orlando, Tallahassee Sæson: South Bimini, Tampa, Treasure Cay | 1-C      |
| US Airways                                            | Charlotte, Philadelphia, Phoenix, Washington National | 3-E      |
| Virgin America                                        | Los Angeles, San Francisco | 1-C      |
| WestJet                                               | Montréal Trudeau, Toronto Pearson Sæson:: Halifax, Ottawa, Quebec City | 3-E      |